# ケーシー・ケラー
ケーシー・ケラー（Kasey Keller, 1969年11月29日 - ）は、アメリカ合衆国、元同国代表サッカー選手。ポジションはGK。
長年、アメリカサッカー界のゴールマウスを守ってきたベテラン。自身はFIFAワールドカップに4度出場している。イングランドのプレミアリーグで、正GKの座を獲得した最初のアメリカ人である。

## 経歴

### クラブ
1969年、ワシントン州でスイス系（ドイツ系）の家庭に生まれる。
ポートランド大学で大学サッカーのキャリアをスタートさせる。1988年、大学1年の新人としてNCAAのサッカー大会に出場、チームをベスト4に導く活躍をみせる。翌1989年の大学サッカーシーズンオフには、Western Soccer Allianceに属するF.C. Portlandに参加する。そこでは、10試合に出場、活躍をみせ、リーグMVPに選ばれる。1989年、FIFA U-20ワールドカップに出場し、ベストプレーヤーの次点に選出される。この活躍により、翌年アメリカ合衆国代表に抜擢され、さらにはイタリアW杯のメンバー入りを果たした。
1992年、イングランドのミルウォールFCと契約、レギュラーの座を手にする。しかしながら、チームの降格によりレスター・シティFCに移籍、ここでプレミアリーグ初出場を果たす。その後、スペインを経てトッテナム・ホットスパーFCに移籍。しかし、ポール・ロビンソンの台頭によりサウサンプトンFCへのレンタルを余儀なくされ、翌年、ドイツのボルシア・メンヒェングラットバッハに活躍の場を求めた。2007年、ボルシアMGの降格によりフリーエイジェントとなりフラムFCと契約、三度イングランドに舞い戻った。
アメリカ最優秀選手を3度受賞。

### 代表
1990年2月4日のコロンビア戦でデビュー。1990年、1998年、2002年、2006年の計4回のW杯に出場。ドイツW杯後、代表引退を表明した。通算102キャップはアメリカGK歴代1位である。

## 代表歴

### 出場大会
- アメリカ代表
  - 1990 FIFAワールドカップ
  - 1998 FIFAワールドカップ
  - 2002 FIFAワールドカップ
  - 2006 FIFAワールドカップ

### 試合数
- 国際Aマッチ 102試合 0得点（1990年-2007年）[1]

| アメリカ代表 | 国際Aマッチ | 国際Aマッチ |
| 年           | 出場        | 得点        |
| ------------ | ----------- | ----------- |
| 1990         | 6           | 0           |
| 1991         | 0           | 0           |
| 1992         | 1           | 0           |
| 1993         | 0           | 0           |
| 1994         | 0           | 0           |
| 1995         | 4           | 0           |
| 1996         | 7           | 0           |
| 1997         | 6           | 0           |
| 1998         | 10          | 0           |
| 1999         | 5           | 0           |
| 2000         | 7           | 0           |
| 2001         | 4           | 0           |
| 2002         | 10          | 0           |
| 2003         | 7           | 0           |
| 2004         | 8           | 0           |
| 2005         | 14          | 0           |
| 2006         | 7           | 0           |
| 2007         | 6           | 0           |
| 通算         | 102         | 0           |